# Mesochorus brevipetiolatus
Mesochorus brevipetiolatus là một loài tò vò trong họ Ichneumonidae.